# Rhagodoca pusilla
Espèce
Rhagodoca pusilla est une espèce de solifuges de la famille des Rhagodidae.

## Distribution
Cette espèce est endémique de Somalie. Elle se rencontre vers Hobyo.

## Publication originale
- Caporiacco, 1944 : Su alcuni Solifugi Somali. Monitore Zoologico Italiano, vol. 54, p. 91–96.